# Sant'Anna d'Alfaedo
Sant'Anna d'Alfaèdo (Sant'Ana d'Alfaedo in veneto) è un comune italiano di 2 652 abitanti della provincia di Verona in Veneto.

## Geografia fisica
Il comune di Sant'Anna d'Alfaedo si estende nella parte più occidentale dell'altopiano della Lessinia, al confine con il Trentino e la Val d'Adige (comuni di Ala, Avio e Dolcè) a nord e nord-ovest e la Valpolicella (comuni di Fumane, Marano e Negrar) a sud e sud-ovest. La parte centro-orientale del comune, delimitata dalle incisioni dei profondi vaj della Marciora e dei Falconi che in pianura danno origine alla Valpantena, confina con Grezzana ed Erbezzo. 
Il territorio del comune è quasi totalmente a sud dei Corni (Corno d'Aquilio, 1545 m, e Corno Mozzo). Una parte del comune è a nord del Corno d'Aquilio, ed è chiamata Pialda Bassa; in questo luogo è ubicata la Spluga della Preta, un insieme di grotte carsiche che arrivano ad una profondità esplorata di circa 1000 metri, conosciuta per lunghi anni come la grotta più profonda del mondo. 
Altro capolavoro della natura è nella zona sud-est del comune, il ponte di Veja, a strapiombo sul vajo della Marciora, un ponte naturale di pietra, residuo di una lenta erosione della parte posteriore di un antro.

### Geologia
Le rocce del territorio comunale coprono un intervallo che spazia dal Giurassico (formazioni dei calcari grigi, rosso ammonitico veronese), al Cretacico (biancone, formazioni della scaglia variegata e della scaglia rossa), oltre a coperture neogeniche.
La scaglia rossa è stata utilizzata per secoli come materiale inerte o da costruzione in tutta la Lessinia e anche nel territorio sono presenti alcune cave: da una di queste in particolare sono stati estratti numerosi fossili di importanza eccezionale.
Nel territorio comunale sono presenti testimonianze fossili che partono dal Giurassico e arrivano fino alle ultime industrie litiche della glaciazione Würm (10 000 anni fa). Faune a vertebrati marini del Cretacico superiore comprendenti squali (fino a sei metri), razze, tartarughe (Protosphargis veronensis) e mosasauri vengono tutt'oggi recuperate.

## Origini del nome
Sant'Anna è la patrona del capoluogo comunale, mentre Alfaedo significa "al faggeto". È attestata per la prima volta nel 1285 come Faetum.

## Storia

### Preistoria
Sono stati trovati numerosi siti preistorici in più parti del comune. In quasi ogni parte del territorio comunale ci sono siti e castellieri che documentano la presenza umana a partire dal paleolitico. Da un lungo elenco di località in cui ci sono stati ritrovamenti, in evidenza ci sono le due grotte ai piedi del ponte di Veia, il castelliere delle Guaite e la zona del Monte Loffa. Molti ripari preistorici sono stati individuati nel territorio comunale: Le Guaite, Ca' del Per, Covolo della Volpe, Zivelongo, Sant'Anna, Campostrini, Ca' del Vecio, Dosso del Toie, Monte Loffa, Campo Paraiso, Casarole, Covolone del Valentin, Covolo della Robba, Covolo dei Camerini, Monte Cornetto del Semalo, Fosse, le Gobe, Ceredo, Ponte di Veja, Giare, Monte Tesoro. Recentemente ha trovato la sede definitiva il Museo paleontologico e preistorico del comune.

### Storia moderna
Durante l'epoca romana la zona non aveva villaggi stabili, ma era frequentata ed usata per l'alpeggio. Monete e reperti romani sono stati trovati in molte parti del territorio comunale, e a Cona sono state rinvenute tombe del III secolo.
Le prime testimonianze scritte compaiono nel XIII secolo. I primi insediamenti stabili arrivati ad oggi risalgono al medioevo e sono regolamentati dalla Regula Faeti, una pergamena del 1246 conservata nell'archivio di stato di Verona, in cui Cangrande della Scala fissava i confini della Valpolicella.
Cona divenne il centro più importante della zona e fu fatto comune con un territorio che arrivava fino a Ceredo nel XIII secolo. La zona soprastante del comune era soggetta al monastero di San Zeno fin dall'XI secolo. La zona ebbe un dimezzamento della popolazione con l'epidemia di peste del 1631, destino comune a tutta la Valpolicella.
Nel 1820 si fuse il comune di Cona con quello di Breonio con capoluogo a Fosse, con l'Unità d'Italia si spostò la sede comunale a Sant'Anna con la rinascita del comune di Breonio assieme a Fosse e nel 1928 nasce il comune di Sant'Anna d'Alfaedo con il recupero di Fosse al territorio comunale e l'aggregazione di Breonio a quello di Fumane.
Il 10 maggio 1916 la 73ª Squadriglia, su proposta del Sottotenente pilota Guido Keller, si sposta da Verona in alta quota per sfuggire le nebbie sul pianoro di Vezzarde vicino al monte San Giovanni di Sant'Anna d'Alfaedo fino a settembre quando torna a Verona.

### Simboli
Il Comune utilizza uno stemma, anche se privo di formale decreto di concessione, che rappresenta tre monti stilizzati di verde, il Corno d'Aquilio, il Corno Mozzo e la Cornetta, su
sfondo azzurro, fondati sulla campagna d'oro. Il gonfalone è un drappo di rosso recante la l'iscrizione "comunità di sant’anna d'alfaedo".

## Monumenti e luoghi d'interesse

### Architetture religiose
- Chiesa di Sant'Anna
- Chiesa di San Giovanni in Loffa - XIII secolo

### Fortificazioni
- Forte Monte Tesoro - XX secolo

### Aree naturali
- Ponte di Veja
- Spluga della Preta
- Parco naturale regionale della Lessinia

## Società

### Evoluzione demografica
Abitanti censiti

## Cultura
Fa parte dei siti paleontologici del monte Loffa la vicenda delle selci strane. Furono ritrovate, ritenute originali e distribuite in tutta Europa una enorme quantità di selci. Seguì uno scandalo alla scoperta che le selci erano lavorate da persone della zona ed immesse nei siti dove si ricercavano.
Nella frazione di Cerna ha sede Telepace la prima televisione cattolica italiana. Dall'esperienza e in collegamento con essa è sorta in seguito la Televisione Vaticana.

### Musei
- Museo paleontologico e preistorico

### Cinema
- Ali Ribelli - Guido Keller a Sant'Anna d'Alfaedo 1916", documentario di Mauro Vittorio Quattrina[9]

### Eventi
Fiera di Sant'Anna d'Alfaedo
A fine luglio. Era chiamata anche fiera del bestiame. Attualmente la fiera si tiene l'ultimo lunedì di luglio all'interno dei festeggiamenti del santo patrono (26 luglio sant'Anna con san Gioacchino) che durano 4-5 giorni
Festa della Savana
Era una delle più vecchie feste popolari della Lessinia. Nata nella piazza della frazione di Ceredo si era poi spostata al campo sportivo. Il nome nasce da una delle canzoni di un coro locale: Fiorelin del bosc che cantava una canzone dall'omonimo titolo della festa dedicata a Ceredo.
Feste di Fosse
La Festa dell'Ospite, sagra del paese, si svolge da vari decenni tra la fine di luglio e la metà di agosto.
Festa di Ronconi
La sagra di San Bartolomeo, si svolge da circa 30 anni il 24 agosto e giorni contigui. Attrazione della festa è sicuramente la tradizionale tombola

## Economia
L'economia di Sant'Anna d'Alfaedo ha mutato radicalmente e più volte struttura nel corso degli ultimi decenni. Oltre ad una costanza di agricoltura, spesso orientata al mantenimento dell'allevamento dei bovini, è passata da una fase di sussistenza fino agli anni 60, in cui la tipica azienda agricola era frammentata e polverizzata e con produzioni diversificate (fieno, patate, ciliegie, marasche) con un numero minimo di bovini, ad una fase più ricca. Restano gli allevamenti, per un periodo il comune ha avuto la più alta produzione di maiali del Veneto e si sono moltiplicate le preare, cave di pietra all'aperto concentrate soprattutto alle pendici del monte Loffa dove si estrae la pietra della Lessinia.
L'altipiano retrostante i Corni, condiviso con i comuni di Erbezzo e di Ala di Trento ha da oltre 100 anni la specializzazione dell'alpeggio, ovvero la custodia dei bovini, specialmente da latte, nel periodo estivo con nutrimento dai pascoli. La produzione del latte è orientata alla elaborazione in formaggi e burro, un tempo direttamente fatti nelle malghe. Oggi anche i tagliapietre fanno i conti con la crisi economica.
Modesta l'attività turistica concentrata nel periodo estivo con presenza perlopiù di turisti
veneti provinciali.

## Infrastrutture e trasporti
Il territorio di Sant'Anna d'Alfaedo è attraversato da molteplici strade provinciali (SP), che lo collegano a Verona, alle altre località della Lessinia, alla Valpolicella, alla Valpantena e alla Vallagarina.
Il territorio faetino, in linea d'aria, è molto vicino all'autostrada A22, poiché quest'ultima percorre un tratto nella sottostante Val d'Adige vicino al confine comunale. Il casello più vicino, tuttavia, è quello di Ala-Avio, in territorio trentino, distante all'incirca 25 km.
La stazione ferroviaria più prossima è quella di Peri (comune di Dolcè), in Vallagarina, sulla linea del Brennero, che dista circa 12 km.

## Amministrazione
Fa parte della Comunità montana della Lessinia, dell'Unione comunale Sant'Anna d'Alfaedo-Erbezzo e dell'area del Parco della Lessinia.
| Periodo        | Periodo        | Primo cittadino       | Partito                                | Carica  | Note |
| -------------- | -------------- | --------------------- | -------------------------------------- | ------- | ---- |
| 24 giugno 1985 | 6 giugno 1990  | Cherubino Cona        | Democrazia Cristiana                   | Sindaco |      |
| 6 giugno 1990  | 24 aprile 1995 | Cherubino Cona        | Democrazia Cristiana                   | Sindaco |      |
| 24 aprile 1995 | 14 giugno 1999 | Renzo Antolini        | Lista civica                           | Sindaco |      |
| 14 giugno 1999 | 14 giugno 2004 | Renzo Antolini        | Lista civica                           | Sindaco |      |
| 14 giugno 2004 | 8 giugno 2009  | Valentino Marconi     | Lista civica                           | Sindaco |      |
| 8 giugno 2009  | 26 maggio 2014 | Valentino Marconi     | Lista civica Gente e territorio        | Sindaco |      |
| 26 maggio 2014 | 26 maggio 2019 | Raffaello Campostrini | Lista civica Con la gente di Sant'Anna | Sindaco |      |
| 27 maggio 2019 | 10 giugno 2024 | Raffaello Campostrini | Lista civica Con la gente di Sant'Anna | Sindaco |      |
| 10 giugno 2024 | In carica      | Raffaello Campostrini | Lista civica Con la gente di Sant'Anna | Sindaco |      |